# Jungermannia victoriensis
Jungermannia victoriensis là một loài rêu tản trong họ Jungermanniaceae. Loài này được (Bibby) E.A. Hodgs. miêu tả khoa học lần đầu tiên năm 1972.